# Puloman
En el marco de la mitología hinduista, Puloman es un rey asura (demonio), padre de Sachi (la diosa consorte del dios Indra) y de Sivasri. es tis la unua filo de lo paro vishnu kaj bhuma devi.

## Nombre sánscrito
- puloman, en el sistema AITS (alfabeto internacional para la transliteración del sánscrito).[2]
- पुलोमन्, en escritura devanagari del sánscrito.[2]
- Pronunciación: /pulóman/ en sánscrito[2]
- Etimología: posiblemente proviene de pula o pulaka (erizamiento del cabello).[2]

### Otros nombres relacionados[2]
- Pulomā era la hija del asura Vaisvanara; el asura Puloman estaba enamorado de ella, pero ella se casó con Brigu o con Kasiapa; según el Majábharata, el Jari-vamsha y varios Puranas.
- Puloma Ya (‘hija de Puloman’), nombre de Sachi, la esposa de Indra; según el Prasanna-rāghava.
- Puloma Yit (‘el que conquistó a Puloman’), nombre de Indra.
- Puloma Tanaia (‘hija de Puloman’), nombre de Sachi, la esposa de Indra; según el Prasanna-rāghava y el Lexicon sanskrit-english-greek de Demetrios Galanos (1760-1833).
- Puloma Dwish (enemigo de Puloman), nombre de Indra; según lexicógrafos (tales como Amara Simja, Jalaiuda, Jema Chandra, etc.).
- Puloma Nisúdana (‘destructor de Puloma’), nombre de Indra; según el Lexicon sanskrit-english-greek de Demetrios Galanos (1760-1833).
- Puloma Bhid (‘destructor de Puloma’), nombre de Indra.
- Puloma Ari (‘enemigo de Puloma’), nombre de Indra.
- Puloma Archis (‘que tiene el brillo de Puloman’), nombre de un príncipe; según el Visnú-purana.
- Puloma Avi (‘enemigo de Puloma’), nombre de Indra.
- Pulomann, otro nombre de Puloman; según el Majábharata, el Jari-vamsha y varios Puranas.
- Pulomann, nombre de un príncipe en el Visnú-purana.
- Pulomant, nombre de dos príncipes en el Visnú-purana.
- pulomanjí, opio; según lexicógrafos (tales como Amara Simja, Jalaiuda, Jema Chandra, etc.).

## Datación de la leyenda
La leyenda de Puloman se menciona por primera vez en el Majábharata (texto épico-religioso del siglo III a. C.).
Sin embargo, su nombre aparece como el patronímico de la autora del himno 10.159 del Rig-veda (el texto más antiguo de la India, de mediados del II milenio a. C.), de 12 renglones. El texto menciona que fue compuesto por Sachi Paulomi, la esposa del rey Indra.
| Texto en sánscrito en letra romana         | Traducción de Griffith                                                   | Traducción al español                                                                      |
| ------------------------------------------ | ------------------------------------------------------------------------ | ------------------------------------------------------------------------------------------ |
| udasau sūryo aghādudayaṃ māmako bhaghaḥ    | 1 Yon sun hath mounted up, and this my happy fate hath mounted high.     | Aquel sol se ha elevado, y este mi feliz destino se ha elevado alto.                       |
| ahaṃ tadvidvalā patimabhyasākṣi viṣāsahiḥ  | I knowing this, as conqueror have won my husband for mine own.           | Yo, sabiendo esto, como conquistadora he ganado a mi esposo para mí misma.                 |
| ahaṃ keturahaṃ mūrdhāhamughrā vivācanī     | 2 I am the banner and the head, a mighty arbitress am I:                 | Yo soy la bandera y la cabeza, una árbitra poderosa soy:                                   |
| mamedanukratuṃ patiḥ sehānāyā upācaret     | I am victorious, and my Lord shall be submissive to my will.             | soy victoriosa, y mi Señor será sumiso a mi voluntad.                                      |
| mama putrāḥ śatruhaṇo.atho me duhitā virāṭ | 3 My sons are slayers of the foe, my daughter is a ruling queen:         | Mis hijos son asesinos del enemigo, mi hija es una reina gobernante:                       |
| utāhamasmi saṃjayā patyau me śloka uttamaḥ | I am victorious: o’er my Lord my song of triumph is supreme.             | Soy victoriosa: aparte de mi Señor mi canción de triunfo es suprema.                       |
| yenendro haviṣā kṛtvyabhavad dyumnyuttamaḥ | 4 Oblation, that which Indra gave and thus grew glorious and most high,— | oblación, la que Indra dio y así creció glorioso y más alto,                               |
| idaṃ tadakri devā asapatnā kilābhuvam      | This have I offered, O ye Gods, and rid me of each rival wife.           | Esto les he ofrecido, oh, ustedes dioses, y me librado de cada mujer rival.                |
| asapatnā sapatnaghnī jayantyabhibhūvarī    | 5 Destroyer of the rival wife, Sole Spouse, victorious, conqueror,       | Destructora de las esposas rivales, única consorte, victoriosa, conquistadora,             |
| āvṛkṣamanyāsāṃ varco rādho astheyasāmiva   | The others' glory have I seized as ’twere the wealth of weaker Dames.    | De las glorias de otras me he apropiado, como también la riqueza de las damas más débiles. |
| samajaiṣamimā ahaṃ sapatnīrabhibhūvarī     | 6 I have subdued as conqueror these rivals, these my fellow-wives,       | He sometido como conquistadora a estas rivales, estas, mis compañeras esposas,             |
| yathāhamasya vīrasya virājāni janasya ca   | That I may hold imperial sway over this Hero and the folk.               | Que yo pueda prevalecer imperial sobre este héroe, y sobre el pueblo.                      |

En ese texto, Sachi es llamada Paulomi (‘hija de Puloman’).
Pero no se menciona que su padre fue matado por Indra, ni que era un asura: todavía no existía la leyenda de Puloman.

## Leyenda
El rey asura Puloman reinó durante siete años.[cita requerida]
En la batalla que libraron los devas con los asuras después del batido del océano de leche, se afirma que Puloman participó con sus hijos.
Se dice allí que pulomnā yuyudhe anilaḥ (‘Puloman peleó contra Anila’).
La hija de Puloman, Sachi, estuvo casada con el sabio Tuastri, con quien engendró al monstruo Vritra (que será matado por Indra).
Fue violada por Indra, pero más tarde pasó a formar parte de su harén, y fue llamada Indrāṇī (‘esposa de Indra’).

## Muerte de Puloman
Existen dos leyendas acerca de la muerte de Puloman:

### Quemado vivo por Indra
El rey Indra violó a Sachi, la hija de Puloman. Este, iracundo, desafió a Indra a pelear. Según los adoradores de Indra (que son justamente los compositores del texto), Indra no tuvo que pelear con el rey: simplemente con la exhibición de su esplendor lo prendió fuego vivo. Después Indra tomó a Sachi como esposa.

### Quemado vivo por Chiávana
El hijo del sabio Bhrigu, Chiávana, al nacer, consumió en cenizas a Puloman con su sola mirada.
Veinte años antes, el asura Vaisvanara había tenido una hija, a la que le puso el nombre de Pulomá en honor a su amigo, el asura Puloman.
Vaisvanara le prometió a Puloman que cuando la niña creciera se la daría en matrimonio. Sin embargo, años más tarde el sabio Brigu se enamoró de ella y se la pidió a Vaisvanara. Este, temeroso de los terribles poderes del sabio y de su temperamento irascible, se la entregó. Brigu la llevó a vivir a su ásram (ermita). Después de algún tiempo, Pulomá quedó embarazada.
Un día que Brigu la había dejado sola en su choza y fue al río para realizar sus rituales, como cada día, el asura Puloman llegó al lugar. Pulomá lo trató como un invitado, y le ofreció frutas. El rakshasa vio el fuego del sacrificio que Brigu había encendido más temprano y aún ardía. Entonces se dirigió a las llamas ―que son la representación del dios Agni―: «El padre de esta mujer, cuando ella era niña, me la prometió en matrimonio. Pero posteriormente fue apropiada por Brigu. Dime, Agni, ¿a quién le corresponde justamente poseerla, a Brigu o a mí?».
Agni temía que si decía la verdad, el sabio Brigu se enfurecería contra él. Pero le tenía más miedo a mentir, así que decidió valientemente enfrentar la ira de Brigu, y respondió: «Es cierto que el padre de Pulomá te la ofreció primero. Pero no lo hizo de manera formal, a través de los rituales necesarios. En cambio Pulomá se casó con Brigu con ritos védicos realizados en mi presencia». Descartando la respuesta de Agni, el demonio adoptó la forma de un jabalí, puso a Pulomá sobre su lomo y corrió rápido como el viento. Pulomá lloraba incontrolablemente. Sus lágrimas surgían como una corriente de agua, y crearon un río. Al ver este espectáculo, su abuelo Brahmá llamó a este río Vadhusara.
Las sacudidas del jabalí hicieron que Pulomá expulsara a su bebé, que cayó sobre la tierra. El jabalí Puloman se detuvo, y se prendió fuego vivo, convirtiéndose en cenizas. Pulomá recogió a su hijo de la tierra, y le puso el nombre de Chiávana (‘sacudido’).
Brigu vio a su esposa llegar con el bebé y llorando incontrolablemente. Pulomá le contó todo, y Brigu se enfureció por la falta de veracidad de Agni y lo maldijo: «Desde ahora vas a comer de todo, para siempre». Agni se deprimió por esta maldición, y dejó de aparecer en este mundo. Las personas no podían encender fuegos para cocinar ni para realizar ofrendas a los dioses. Los sabios llegaron hasta la morada del dios Brahmá y oraron ante él.
Brahmá tranquilizó a Agni diciendo que en realidad la maldición de Brigu era positiva: Agni podría consumir cualquier cosa sin discriminación alguna, y en el proceso purificaría el objeto. Brahmá también lo bendijo para que, en los rituales de sacrificio, una parte de las ofrendas hechas a los dioses fuera también para Agni.